# Montalvos
Montalvos község Spanyolországban, Albacete tartományban. Lakosainak száma 81 fő (2024).

## Földrajza
Montalvos La Gineta, La Roda és Tarazona de la Mancha községekkel határos.

## Népesség
A település lakosságának változását az alábbi diagram mutatja:
| Lakosok száma | 141  | 147  | 131  | 134  | 125  | 110  | 108  | 97   | 86   | 81   |
|               | 2001 | 2004 | 2006 | 2009 | 2011 | 2014 | 2016 | 2019 | 2021 | 2024 |